# Stadtflagge
Die Stadt- oder Gemeindeflagge ist ein kommunales Hoheitssymbol.
In Europa erhielt im Mittelalter mit dem Stadtrecht eine Stadt auch das Recht, ein eigenes Wappen zu führen. Aus ihm wurden meist die Stadtfarben und damit auch die Gestaltung der Flagge abgeleitet (siehe auch Wappenbanner). Bekannte Beispiele für Stadtflaggen im Mittelalter waren die Flaggen der Hansestädte.
Im Laufe der Zeit wurden immer mehr kommunale Flaggen durch Verordnungen und Wappen festgelegt. Heute sind kommunale Flaggen in vielen Ländern der Welt üblich, als Zeichen der Verwaltungshoheit.

Flagge von Belgorod, Russland
Hansestadt Lübeck, Deutschland
Stadt Salzkotten, Deutschland
Brisbane, Australien
Lipkovo, Nordmazedonien
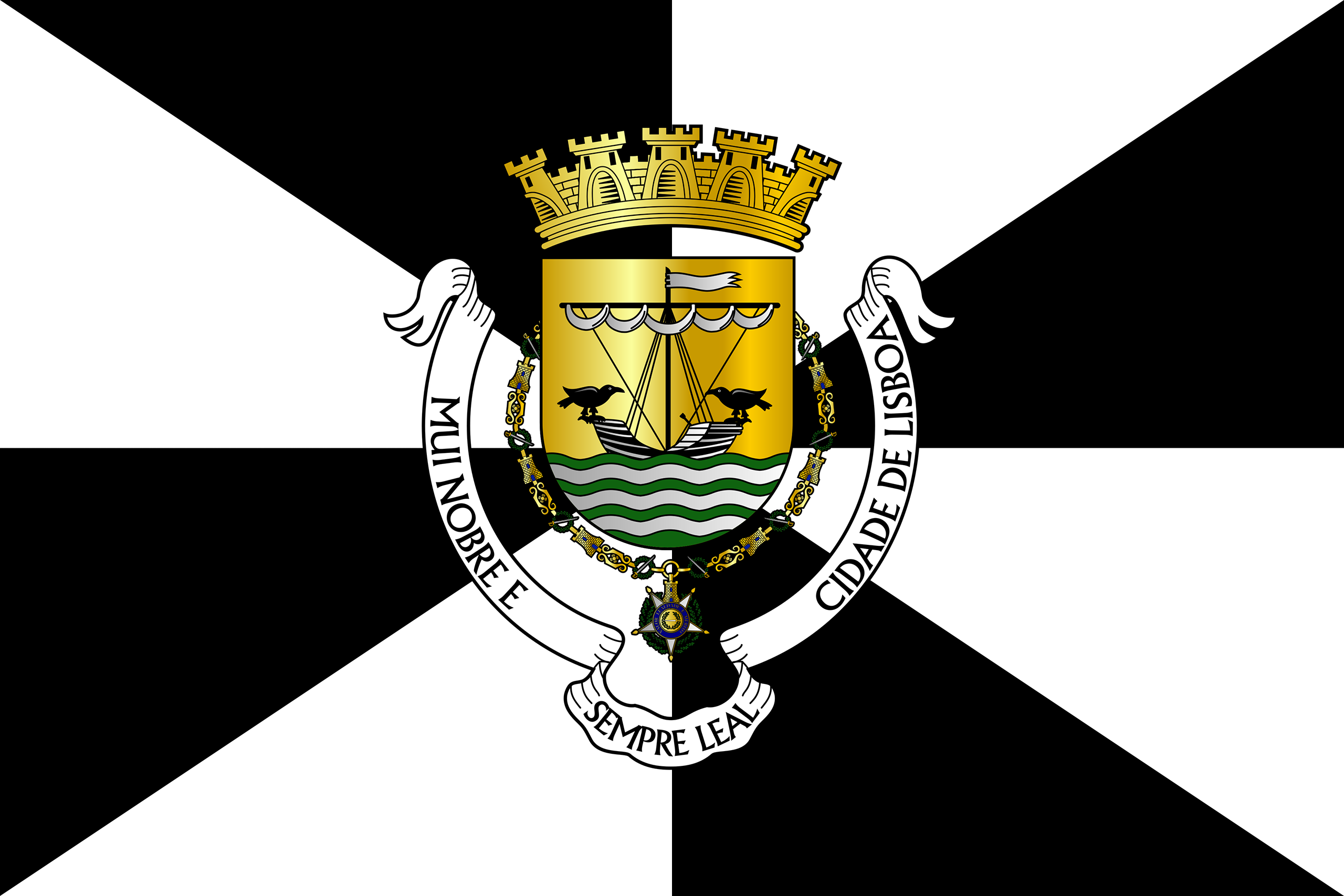
Lissabon, Portugal
Kyōto, Japan
Harare, Simbabwe
Rio de Janeiro, Brasilien